# Arctocyonidae
Die Arctocyonidae sind eine ausgestorbene Gruppe von Säugetieren, die aus dem Paläozän fossil überliefert sind und in Europa und Nordamerika vorkamen. Sie galten als die urtümlichste Gruppe der sogenannten Stammhuftiere (Condylarthra), eines nicht monophyletischen und heute nicht mehr anerkannten Taxons.

## Merkmale
Die Arctocyonidae glichen in ihrem Äußeren kleinen Bären und waren wahrscheinlich ebenfalls Allesfresser. Ihr Schädel war langgezogen und oben durch einen Knochenkamm verstärkt. Das Kiefergelenk saß niedrig am Schädel. Die Eckzähne waren groß, die des Unterkiefers größer als die des Oberkiefers. Bei geschlossenem Maul griffen sie in eine Zahnlücke zwischen den oberen Eckzähnen und den Prämolaren. Die Molaren hatten niedrige Kronen, ähnlich wie die heutiger Bären. Es gab keinerlei Tendenz, ein Scherengebiss zu entwickeln, wie es heutige Raubsäuger haben. Die Beine der Tiere waren relativ kurz, der Schwanz war lang. Die Zehen trugen Krallen.

## Gattungen
- Prolatidens, ein archaischer Arctocyonide.
- Arctocyon, bärenartig, aus Europa.
- Arctocyonides, kleiner und schlanker als Arctocyon.
- Chriacus, eine leicht gebaute agile Form.
- Landenodon
- Mentoclaenodon